# 미스터 제러시
《미스터 제러시》(영어: Mr. Jealousy)는 1997년에 공개된 미국의 로맨틱 코미디 영화이다. 노아 바움백이 연출과 각본을 맡고 에릭 스톨츠 등과 함께 출연하였다.

## 출연진
- 에릭 스톨츠
- 애너벨라 쇼라
- 크리스 아이거먼
- 칼로스 재콧
- 메리앤 존뱁티스트
- 브라이언 커윈
- 존 리어
- 피터 보그다노비치
- 노아 바움백
- 에디 케이 토머스
- 브리짓 폰다

## 기타 제작진
- 협력 제작: 크리스 아이거먼
- 미술: 앤 스툴러
- 의상: 캐서린 제인 브라이언트